# Klaas de Groot (literatuurcriticus)

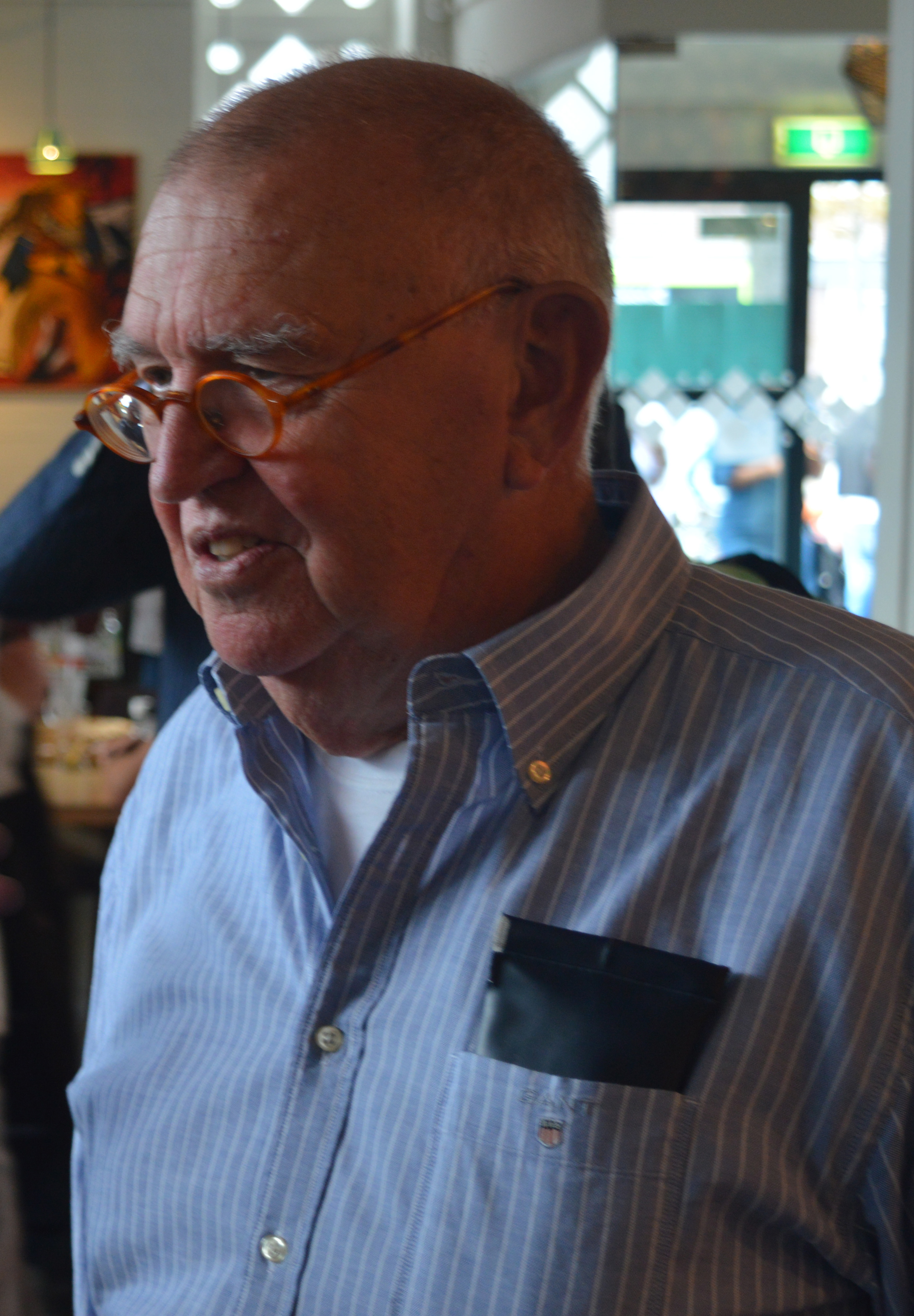
Klaas de Groot

Klaas de Groot (Leiden, 8 januari 1942) is een neerlandicus en letterkundige, gespecialiseerd in de letterkunde van het Caribisch deel van het Koninkrijk der Nederlanden en Suriname.

## Werk
De Groot begon zijn werkend leven als zeeman. Als hutbediende op de Willem Ruys (K.R.L.) reisde hij in 1959 en 1960 een aantal keren rond de wereld. Daarna werd de Christelijke Kweekschool in Leiden en de School voor Taal- en Letterkunde in Den Haag bezocht. Na een paar jaar schoolmeesterschap in Katwijk en Leiden werkte hij als leraar Nederlands in Haarlem en Sassenheim, op Curaçao en Aruba. 
Sinds zijn pensionering in 2003 verschenen er publicaties van zijn hand bij uitgeverij In de Knipscheer in Haarlem en in diverse tijdschriften. De onderwerpen komen vooral uit de Caraïbische letterkunde, bijvoorbeeld over de Surinaamse dichter Bernardo Ashetu, de Curaçaose auteurs Aletta Beaujon, Oda Blinder, Carla van Leeuwen en Boeli van Leeuwen. Over de laatste houdt De Groot ook een Facebook-pagina bij. Voor de blogspot Caraïbisch Uitzicht schrijft hij geregeld bijdragen.

## Publicaties

### Bloemlezingen
- Vaar naar de vuurtoren (Eiland, Isla, Island, Eilân), Gedichten over 12 eilanden van het Koninkrijk der Nederlanden. Haarlem: In de Knipscheer, 2010. Samenstelling en nawoord Klaas de Groot, voorwoord John Jansen van Galen.
- Grenzenloos, 40 jaar Knipscheer poëzie. Haarlem: In de Kipscheer, 2019. Samenstelling en nawoord Klaas de Groot.

### Edities
- Aletta Beaujon, De schoonheid van blauw / The beauty of Blue,  Verzamelde gedichten. Haarlem: In de Knipscheer. 2009. Samengesteld en bezorgd door Aart G. Broek en Klaas de Groot.
- Boeli van Leeuwen, Tempels in woestijnen, gevolgd door ‘Onkel Patrice’. Haarlem: In de Knipscheer, 2014. Tekstbezorging Aart G. Broek en Klaas de Groot.
- Carla van Leeuwen, Because en andere gedichten. Haarlem: In de Knipscheer, 2021. Nawoord en tekstbezorging Klaas de Groot.
- Boeli van Leeuwen, Wie denk je dat ik ben?, een biografische bloemlezing. Haarlem: In de Knipscheer 2022. Nawoord en tekstbezorging door Klaas de Groot.

### Artikelen / recensies
- Bijdragen aan het dagblad Amigoe en het Antilliaans Dagblad.
- ‘Het zachte diabaas’ (over Boeli van Leeuwen), in Drie Curaçaose schrijvers in veelvoud. Redactie Maritza Coomans-Eustatia, Wim Rutgers en Henny E. Coomans. Zutphen: Walburg Pers, 1991, p. 168–175.
- [Bespreking van] Henry Toré, Broos geluk. In: OSO, oktober 2011, jaargang 30 nr. 2, p. 458-462.
- [Bespreking van] Bernardo Ashetu, Dat ik je liefheb. In: OSO, mei 2012, jaargang 31 nr. 1, p.137-140.
- [Bespreking van] Hans Vaders & Herman van Bergen, Kate Moss in Mahaai. In: OSO, mei 2012, jaargang 31 nr. 1, p. 144-146.
- ‘"Morituri op een eiland in de zee", de nalatenschap van Boeli van Leeuwen.' In: De Parelduiker , jaargang 18 nr. 5  2013, p. 18-33. In samenwerking met Aart G. Broek.
- [Bespreking van] Ko van Geemert, Dushi Willemstad. In: OSO, november 2014, jaargang 33 nr. 1-2,  p.225-227.
- ‘Bernardo Ashetu en de magnetische pool’. [met vier nog ongepubliceerde zeegedichten van Ashetu.]’. In: Extaze, nr. 17/18, 2016, p. 156-160.
- ‘De (zee)laarzen van Bernardo Ashetu’. In: Nieuw Letterkundig Magazijn, Jaargang XXXV, nummer 1, mei 2017, p. 8-13.
- ‘Van West naar Oost’, Zes “Indische” gedichten van Bernardo Ashetu.’ In: Extaze, 7/28, nummer 4, 2018, p. 47-55.
- ‘Een durian als handgranaat’,  over zeven ‘Indische’ gedichten van Bernardo Ashetu. In: Het andere postkoloniale oog, Onbekende kanten van de Nederlandse (post)koloniale cultuur en literatuur. Onder redactie van Michiel van Kempen. Hilversum: Verloren, 2020, p. 223-230.
- Klaas de Groot, 'Bernardo Ashetu; Een dichter die blijft zingen'. Op de site literatuurgeschiedenis.org, juli 2024